# 馬巴拉內
23°38′0″S 32°31′0″E / 23.63333°S 32.51667°E
馬巴拉內（葡萄牙語：Mabalane），是莫桑比克的城鎮，位於該國南部，由加扎省負責管轄，是馬巴拉內區的首府，處於林波波河畔，1996年2月被城鎮受河水氾濫影響。